# تصنيف اللغات اجتماعيا و سياسيا

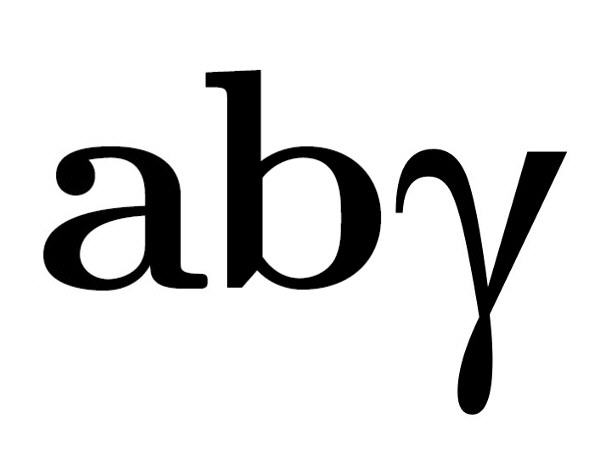

تصنيف اللغات اجتماعيا وسياسيا أو تصنيف اللغات اجتماعيا ولسانيا
إن مفاهيم Ausbau من الألمانية Ausbausprache بمعنى لغة بالترسيم أو الإنشاء أو البناء، وAbstand من الألمانية Abstandsprache بمعنى لغة متباعدة وDachsprache بمعنى لغة- سقف تم تطويرها من طرف علماء اللغة الاجتماعيين ومنهم كلوس هاينز وجوشوا فيشمان، وهذا لتحليل وتصنيف اللغات واللهجات، ولتفريق بين المفاهيم
وقد تمت المحافظة على المصطلحات الألمانية بشكلها في مختلف اللغات الغربية بعد اعتمادها من طرف علماء اللغة الانجلوسكسونيين
ان اهمية مثل هذا التصنيف جاء لتصنيف لغات برزت بفعل مطالب أو إرادات سياسية أو ثقافية
هذه اللغات لاتختلف من الناحية اللسانية كثيرا عن بقية اللغات المجاورة (لهجة محلية أو جهوية) ولكن تختلف عنها من الناحية الاجتماعية اللسانية (لغة حديثة وموحدة )
لغة بالترسيم أو الإنشاء أو البناء Ausbau
لغة تم تطويرها أو احياؤها وتم اعتمادها رسميا للحفاظ على الوحدة القومية والاستقلال
هذه الظاهرة نجدها مثلا في اللغة الافريقانية (أفريقيا الجنوبية) إذا ما قارناها باللغة الهولندية واللغة التشيكية مع السلوفاكية والتايلندية مع اللاوسية واللوكسمبورغية مع الألمانية وحتى العبرية مع اليدش، الكرواتية والبوسنية مع الصربية الخ...
لغة متباعدة Abstand
تظهر الاهرة في لغتين من نفس العائلة اللغوية ولكن لايستطيع السكان من اللفتين فهم بعضهما البعض بسبب اختلاف في المفردات أو القواعد
و منها العربية مع العبرية أو الفرنسية مع الإسبانية الخ
لغة سقف أو لغة موحدة Dachsprache
هي اللغة التي تم اعتمادها بصورة موحدة من طرف مجموعة من الشعوب أو الدول للتفاهم ولتجاوز اختلاف اللهجات بينهم
هذه الظاهرة تتمثل في اللغة العربية الفصحى التي اعتمدتها كل الدول العربية
و كذلك النيورلندية لتوحيد اللهجات الهولندية والاندونيسية والمالية لتوحيد اللهجات المختلفة في اندونيسيا والارخبيل الماليزي وحتى اللغة الإيطالية هي لغة سقف لتوحيد اللهجات المختلفة في إيطاليا وكذلك الألمانية الرسمية في ألمانيا والنمسا الخ..